# L'Odeur de la mandarine
Pour plus de détails, voir Fiche technique et Distribution.
L'Odeur de la mandarine est un film dramatique français réalisé par Gilles Legrand et sorti en 2015.

## Synopsis
Été 1918 en Picardie, la guerre semble ne pas vouloir se finir, et le front est tout proche. Mais pour Charles, officier de cavalerie, la guerre est terminée depuis qu'il y a laissé une jambe. Il vit avec sa gouvernante reclus dans le château familial. Ayant besoin de soins réguliers sur le moignon de sa jambe amputée, il passe une annonce pour recruter une infirmière à domicile. Se présente alors une très jeune femme, Angèle qui répond ainsi à l'annonce passée. Angèle est dans une situation très délicate, car elle est seule avec sa fille qu'elle a eue lorsqu'elle était mineure, et elle n'est pas mariée au père de son enfant qui est mort au front. Elle ne peut donc pas bénéficier du statut de veuve de guerre. Charles séduit par le caractère d'Angèle et sa franchise, accepte de l'engager et donc de l'héberger avec sa fille dans son domaine.
La présence d'Angèle et de son enfant redonne vie à tout le château. Très vite une relation de complicité, de bonne camaraderie se noue entre Charles et Angèle, réunis par leur passion commune de l'équitation. Charles avait renoncé à monter sur un cheval à la suite de son amputation, mais Angèle réussit à le convaincre de remonter et elle lui apprend à monter « comme une femme », c'est-à-dire en amazone.
De plus en plus séduit par Angèle, Charles lui propose de l'épouser et de faire de la fillette son héritière. D'abord réticente, Angèle finit par accepter ce mariage de raison mais pose ses conditions : ils feront chambre à part, n'auront pas d'enfant, elle continuera de percevoir son salaire d'infirmière et elle n'assurera son devoir conjugal qu'une fois par semaine... Charles accepte ce pacte et ils se marient.
Comme convenu, Charles monte dans la chambre d'Angèle chaque mardi soir. Elle consent au rapport sexuel mais sans manifester le moindre plaisir. Elle confesse qu'elle n'a aimé qu'un seul homme, le défunt père de son enfant, et qu'elle est incapable de se donner. Charles, vraiment amoureux, est de plus en plus irrité et désespéré d'avoir une épouse aussi indifférente.
Puis Léonard fait irruption dans un petit matin brumeux, un soldat plutôt rustre escortant un magnifique étalon. Il prétend qu'il est missionné pour amener ce cheval à Saumur où il doit saillir des juments pour les besoins de l'armée. Charles soupçonne ce soldat d'être un déserteur, mais souhaite conserver l'étalon pour saillir la jument Mandarine, il accepte donc de le cacher. Angèle se méfie de Léonard qui la convoite et a des gestes déplacés; Charles défie son épouse en faisant venir une prostituée. Pour se venger Angèle se donne à Léonard la veille du jour où il doit quitter le château. Charles, humilié, pense tuer Angèle puis l'étalon avec lequel elle passe tant de temps et de si beaux moments. Il se rend au bord d'un étang, craignant un suicide Angèle l'y rejoint, le gifle, puis renonce enfin au passé pour leur construire un avenir.

## Fiche technique
- Titre : L'Odeur de la mandarine
- Réalisation : Gilles Legrand
- Scénario : Gilles Legrand et Guillaume Laurant
- Photographie : Yves Angelo
- Montage : Andrea Sedláčková
- Décors : Jean Rabasse
- Création fauteuils, rideaux, tentures murales [...] Hervé Bernard
- Costumes : Catherine Leterrier
- Musique : Armand Amar
- Producteurs : Frédéric Brillion, Victor Hadida et Samuel Hadida
- Sociétés de production : Épithète Films, Davis Films et France 3 Cinéma
- Distributeur : Metropolitan Filmexport (France)
- Pays d'origine :  France
- Genre : drame
- Durée : 110 minutes
- Date de sortie :
  -  France : 30 septembre 2015

## Distribution
- Olivier Gourmet : Charles-Edouard
- Georgia Scalliet : Angèle Marie Hortense
- Dimitri Storoge : Léonard
- Hélène Vincent : Émilie
- Fred Ulysse : Firmin
- Marine Vallée : Louise
- Romain Bouteille : le vieux notaire
- Michel Robin : le curé
- Alix Bénézech : la prostituée
- Urbain Cancelier : le sergent

## Commentaire
Ce film est le premier rôle au cinéma pour la comédienne Georgia Scalliet, Sociétaire de la Comédie-Française.
Olivier Gourmet interprète un cavalier infirme. Mais ne sachant pas monter à cheval, il a dû apprendre à le faire en deux semaines. Pour sa jambe amputée, elle fut créée par les mêmes effets spéciaux numériques que ceux appliqués à Marion Cotillard dans le film De rouille et d'os.